# Michaela Lanzl
Michaela Lanzl (* 21. Februar 1983 in Starnberg) ist eine ehemalige deutsche Eishockeynationalspielerin. Ihre Schwester Andrea ist ebenfalls Eishockeyspielerin.

## Karriere
Zwischen 2005 und 2007 spielte sie für die University of Minnesota Duluth in der WCHA. Zuvor spielte sie unter anderem für die TuS Geretsried, Wanderers Germering, den HC Lugano und DSC Oberthurgau.
Mit der deutschen Nationalmannschaft nahm sie an den Olympischen Winterspielen 2002 in Salt Lake City und 2006 in Turin teil. International hat sie insgesamt 144 Spiele bestritten und dabei 63 Tore erzielt und 37 Vorlagen gegeben. Damit gehört sie zu den deutschen Rekordnationalspielerinnen.

## Erfolge und Auszeichnungen
- 1999 Deutscher Vizemeister mit dem TuS Geretsried
- 2000 Deutscher Vizemeister mit dem TuS Geretsried
- 2001 Deutscher Vizemeister mit dem TuS Geretsried
- 2010 Gewinn der Elite Women’s Hockey League mit dem ESC Planegg
- 2010 Deutscher Vizemeister mit dem ESC Planegg

- Olympische Winterspiele
  - Olympia 2002 – 6. Platz
  - Olympia 2006 – 5. Platz
- Weltmeisterschaften
  - WM 1999
  - WM 2000 – 5. Platz
  - WM 2004 – 6. Platz
  - WM 2005 – 5. Platz